# جايسون وليامز (لاعب كرة قاعدة)
جايسون وليامز (بالإنجليزية: Jason Williams)‏ هو لاعب كرة قاعدة أمريكي، ولد في 18 ديسمبر 1974 في باتون روج في الولايات المتحدة.

## وصلات خارجية
- جايسون وليامز على موقع أوليمبيديا (الإنجليزية)